# A Flash Flood of Colour
A Flash Flood of Colour ist das dritte Studioalbum der englischen Post-Hardcore-Band Enter Shikari. Das von Dan Weller produzierte Album wurde im Mai und Juni 2011 in den Karma Sound Studios in Chonburi (Thailand) aufgenommen. Das Album wurde weltweit am 16. Januar 2012 durch Ambush Reality – dem bandeigenen Plattenlabel – sowie durch Hopeless Records in Nordamerika veröffentlicht. Das Album ist der Nachfolger des zweiten Studioalbums Common Dreads.
Das Album befasst sich textlich überwiegend mit aktuellen Themen. Neben der Großen Rezession werden ebenso Mängel aktueller, politischer Entscheidungen angesprochen. Die politische Situation Israels wird dabei genauso problematisiert wie der Klimawandel. Die Band lässt dabei im Album Einflüsse aus elektronischer Musik und Rock verschmelzen. Das Cover des Albums ist eine invertierte Darstellung der sozialen Hierarchie.
Das Album stieg bis auf Platz vier der britischen sowie auf Position 23 der deutschen Albumcharts.

## Hintergrund, Inhalt und Texte
Während es Enter Shikari in ihrem 2009er Album Common Dreads vermehrt um Themen wie Finanzkrise, Wirtschaftskrise und die weit verbreitet Unzufriedenheit ging, war die lyrische Ausrichtung von A Flash Flood of Colour eine andere. Sänger Rou Reynolds glaubt, dass die Musik eine großartige Möglichkeit biete, politische Ideen an alle Menschen, egal ob gläubig oder nicht, weiterzugeben.
Die Haltung in A Flash Flood of Colour kann dabei als politisch progressiv beschrieben werden. Die Band setzt sich mit aktuellen Themen und Umweltfragen auseinander. Ziel ist es an „die Schwächen des Kapitalismus, die Heuchelei der modernen Politik und die eklatante Missachtung der menschlichen Gesundheit und des Glückes“ zu erinnern. Doch trotz starker politischer Anreize, welche sich im Album verbergen, betont Sänger Reynolds, dass das Album tatsächlich nicht politisch motivierend sei. Weiterhin sei die Band der Ansicht, dass Politik ein veraltetes System sei und dass es nun an der Zeit sei, das Leben nach wissenschaftlichen Erkenntnissen und Entwicklungen zu gestalten. Man versuche dabei aber nicht subjektiv zu denken – ganz egal wie das Leitmotiv des Albums es auszudrücken vermag.
Die Aufnahme wurde vom ehemaligen SikTh Gitarrist Dan Weller, der bei der Produktion des vorherigen Albums Common Dreads geholfen hatte, produziert. Die Band nahm das Album in einem Zeitraum von zwei Monaten, im Mai und Juni 2011, im Karma Sound Studio in Thailand auf. Die Aufnahme des Albums begann in einem Londoner Aufnahmestudio, wo bereits die ersten Ideen umgesetzt worden waren. Weller informierte wenig später die Band darüber, dass er einen Freund kenne, welcher ein thailändisches Aufnahmestudio besaß. Begeistert von diesem Vorschlag verließen die Bandmitglieder England, um das Album in Thailand aufnehmen. Alle Bandmitglieder beschrieben das Studio als „fantastisches Studio-Paradies“.
Abschließend wurde das Album von Mike Fraser in Vancouver gemischt und endproduziert.
Die Band veröffentlichte vorab zwei Singles, welche nicht auf A Flash Flood Of Colour enthalten sind: Destabilise und Quelle Surprise. Quelle Surprise sollte dabei eigentlich die erste Single des Albums sein – später entschied man sich allerdings dazu, die Single ebenso eigenständig und albenunabhängig zu belassen wie Destabilise. Auf einigen Versionen des Albums sind diese beiden Tracks als Bonus jedoch enthalten.
Das Album wurde offiziell am 16. Januar 2012 durch Ambush Reality und Hopeless Records veröffentlicht.

## Titelliste
| Nr. | Titel                                    | Länge |
| --- | ---------------------------------------- | ----- |
| 1.  | System...                                | 1:57  |
| 2.  | ...Meltdown                              | 3:24  |
| 3.  | Sssnakepit                               | 3:26  |
| 4.  | Search Party                             | 4:06  |
| 5.  | Arguing with Thermometers                | 3:22  |
| 6.  | Stalemate                                | 4:18  |
| 7.  | Gandhi Mate, Gandhi                      | 4:26  |
| 8.  | Warm Smiles Do Not Make You Welcome Here | 4:36  |
| 9.  | Pack of Thieves                          | 3:58  |
| 10. | Hello Tyrannosaurus, Meet Tyrannicide    | 3:44  |
| 11. | Constellations                           | 4:59  |

## Kommerzieller Erfolg

### Chartplatzierungen
| ChartsChartplatzierungen       | Höchstplatzierung | Wochen |
| ------------------------------ | ----------------- | ------ |
| Deutschland (GfK)              | 23 (1 Wo.)        | 1      |
| Österreich (Ö3)                | 35 (1 Wo.)        | 1      |
| Vereinigte Staaten (Billboard) | 67 (1 Wo.)        | 1      |
| Vereinigtes Königreich (OCC)   | 4 (3 Wo.)         | 3      |

### Auszeichnungen für Musikverkäufe
| Land/Region                  | Auszeichnungen für Musikverkäufe (Land/Region, Auszeichnung, Verkäufe) | Verkäufe |
| ---------------------------- | ---------------------------------------------------------------------- | -------- |
| Vereinigtes Königreich (BPI) | Silber                                                                 | 60.000   |
| Insgesamt                    | 1× Silber ·                                                            | 60.000   |